# Joaquim de Ros i de Ramis
Joaquim de Ros i de Ramis (San Celoni, agosto de 1911 - Barcelona, 2 de mayo de 1988) fue un arquitecto español.

## Trayectoria
Hijo de Ignasi de Ros i de Puig y Pilar de Ramis i de Dalmases, pertenecía a una antigua familia de la burguesía de San Celoni, cuya casa familiar, Can Ramis, originaria del siglo XVII, restauró en los años 1950. Eran también propietarios en Barcelona de la masía de Can Ros (o de Can Armera), cuyos terrenos vendieron en 1952 para la construcción del conjunto residencial del barrio del Congrés, con motivo del XXXV Congreso Eucarístico Internacional. Joaquim se encargó de la restauración de la masía en 1942.
Fue arquitecto municipal de Barcelona, donde intervino en la reforma del paseo de Gracia, proyecto cuyo elemento más significativo fueron los bancos circulares de los chaflanes. Jefe del Servicio de Edificios Artísticos del Ayuntamiento de Barcelona, se encargó de diversas restauraciones, como la del Palacio del Barón de Castellet (1970), el Palacete Albéniz (1970) o el Palacio Cervelló-Giudice (1974). En 1960, con motivo de la concesión del Castillo de Montjuïc a la ciudad, se encargó también de su restauración y su adecuación como Museo Militar. Entre 1978 y 1979 se encargó de la restauración del Portal Miralles, construido por Antoni Gaudí en 1902.

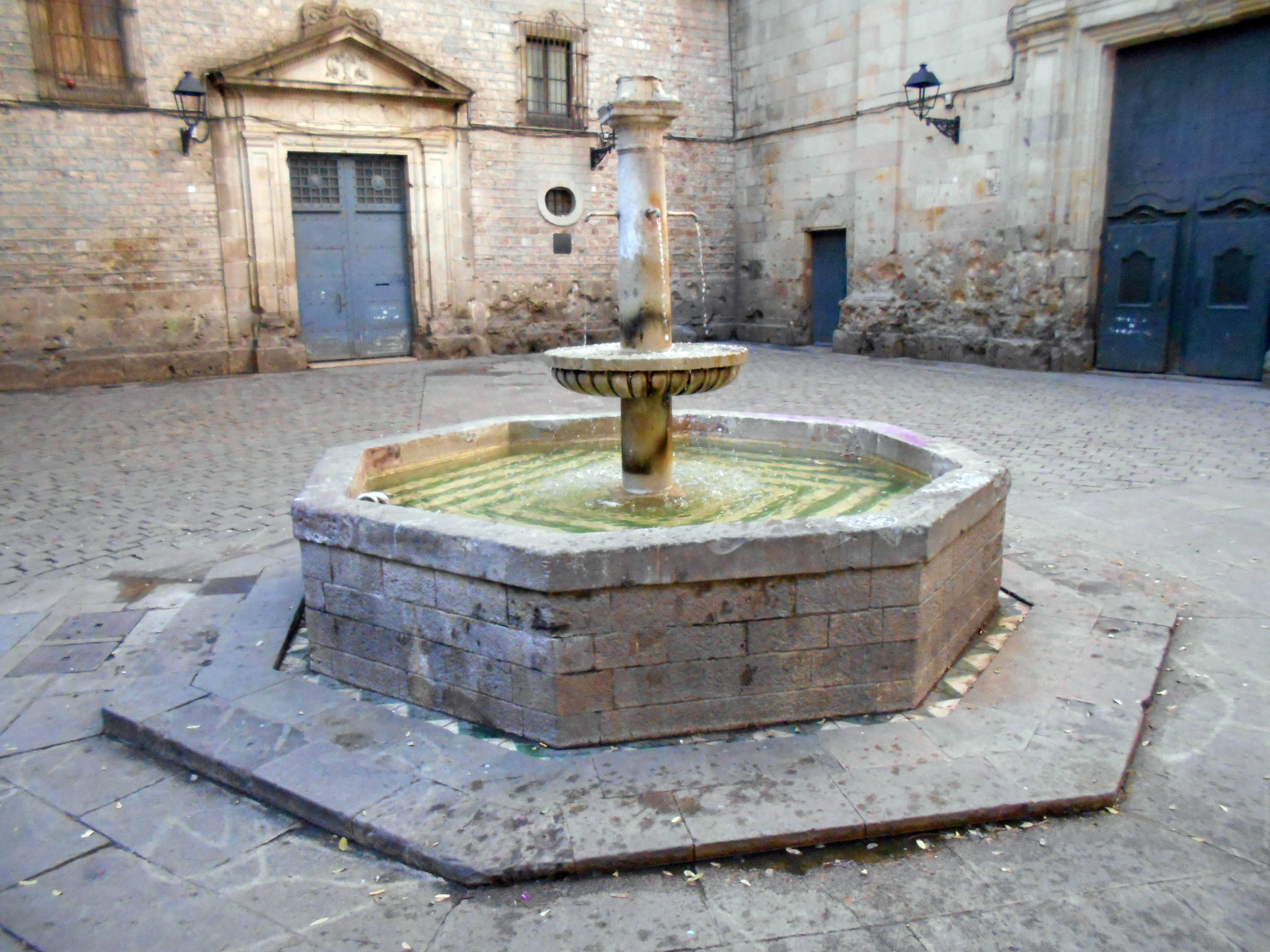
Fuente de la plaza de San Felipe Neri.

Una de sus primeras obras fue el Monumento a los Caídos, en el Foso de Santa Elena de Montjuïc (1940), realizado junto con Josep Soteras, Manuel Baldrich y Manuel de Solà-Morales, y los escultores Miquel y Llucià Oslé. El monumento constaba de tres arcos —el del medio, más alto y ancho—, un altar y un sepulcro coronado por un obelisco con una cruz, además de una lápida donde se encontraba la escultura realizada por los hermanos Oslé, una figura yacente con una corona de laurel a los pies.
Entre 1948 y 1952 construyó la iglesia parroquial de San Bartolomé de Vallbona, en sustitución de la destruida durante la Guerra Civil.
En 1962 diseñó la fuente de la plaza de San Felipe Neri, formada por una taza octogonal, sobre la que se elevaba una columna de unos tres metros de altura, con una taza circular de menor tamaño en su parte inferior, y coronada por una estatua de san Severo, obra de Josep Miret. Esta figura fue robada al año siguiente y sustituida por una estatuilla del mismo autor conocida como El estudiante, igualmente sustraída a finales de los años 1970. Actualmente solo queda el cuerpo de la fuente.
En 1963 construyó el Palacio de Congresos de la Feria de Montjuïc.
En 1967 proyectó un altar para el presbiterio de la Basílica de Santa María del Pino.
Entre 1970 y 1974, en colaboración con Salvador Dalí y Alejandro Bonaterra, fue el encargado de rehabilitar el Teatro Principal de Figueras para reconvertirlo en el Teatro-Museo Dalí. La cúpula geodésica que lo corona fue obra de Emilio Pérez Piñero.